# Liste der Kulturdenkmale in Großnaundorf

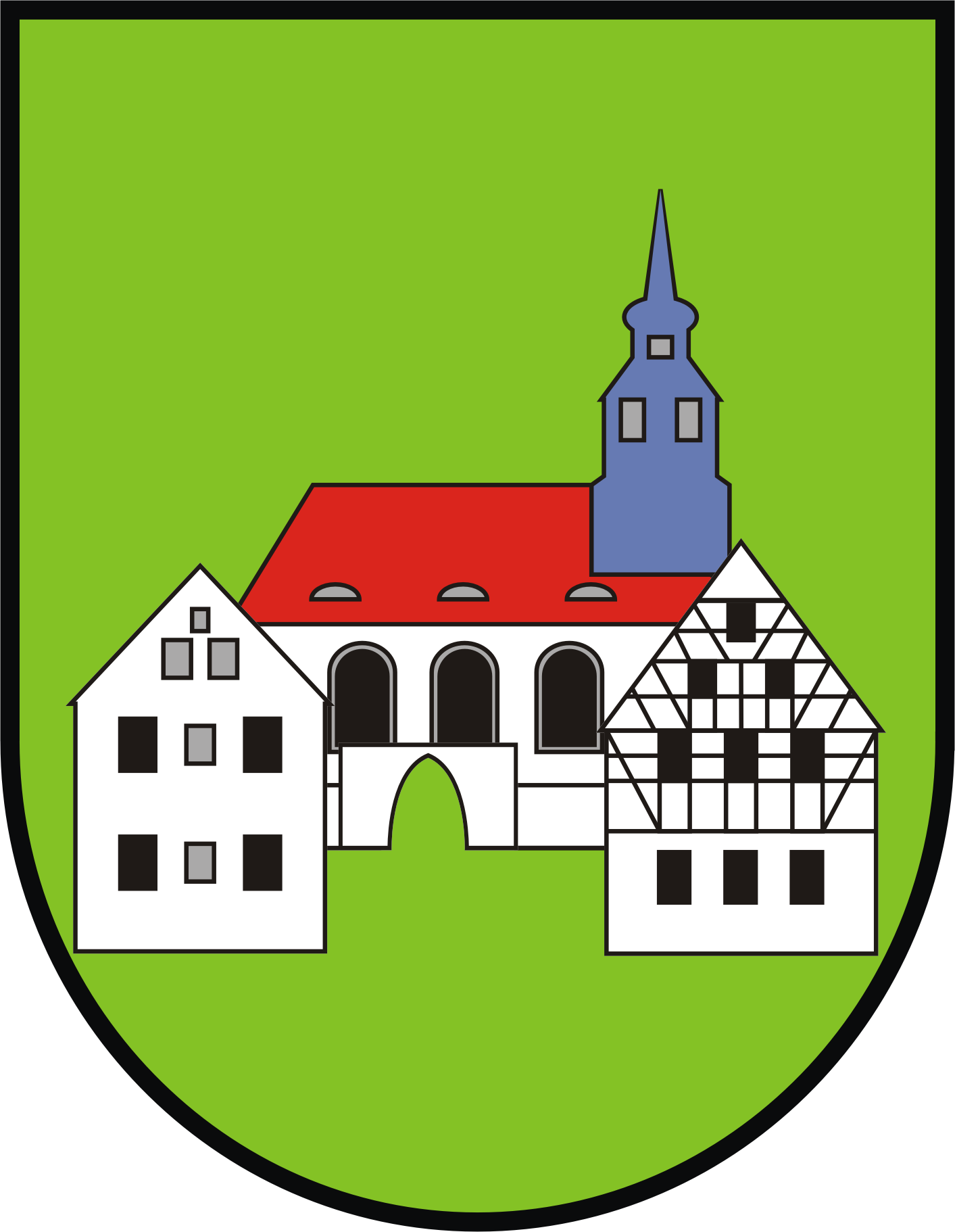
Wappen

In der Liste der Kulturdenkmale in Großnaundorf sind die Kulturdenkmale der sächsischen Gemeinde Großnaundorf verzeichnet, die bis August 2017 vom Landesamt für Denkmalpflege Sachsen erfasst wurden (ohne archäologische Kulturdenkmale). Die Anmerkungen sind zu beachten.
Diese Liste ist eine Teilliste der Liste der Kulturdenkmale im Landkreis Bautzen.

## Großnaundorf
| Bild                                    | Bezeichnung | Lage                                                 | Datierung                                                   | Beschreibung | ID       |
| --------------------------------------- | --- | ---------------------------------------------------- | ----------------------------------------------------------- | --- | -------- |
| Weitere Bilder                          | Denkmal für die Gefallenen des Ersten Weltkrieges                                                                      | Kleindittmannsdorfer Straße (Karte)                  | Nach 1918                                                   | Ortsgeschichtlich von Bedeutung | 09289007 |
| Weitere Bilder                          | Ehemalige Schule | Kleindittmannsdorfer Straße 2 (Karte)                | 1908                                                        | Zeittypischer Putzbau mit Walmdach und Uhrenturm, baugeschichtlich und ortsgeschichtlich von Bedeutung, Uhrturm verschiefert, betonte Mitte, Zierfachwerk im Mansardgeschoss, Sandsteingewände, 1931 erweitert, seit 1999 mit Ausstellung zur Ortsgeschichte | 09289006 |
|                                         | Pfarrhaus mit allen Bruchsteinmauern im Grundstück sowie gegenüber liegendes Backhaus (Nr. 3c)                         | Kleindittmannsdorfer Straße 3, 3c (Karte)            | 1874 (Wohnhaus); 18. Jahrhundert (Backhaus)                 | Pfarrhaus schlichter Putzbau mit Satteldach, Backhaus kleiner eingeschossiger Baukörper aus Bruchsteinmauerwerk mit Satteldach, weitestgehend original erhalten, baugeschichtlich und ortsgeschichtlich von Bedeutung [in der offiziellen Denkmalliste mit Stand Februar 2018 als „Wohnhaus“ geführt]. - Wohnhaus: zweistöckiger Bau mit Satteldach und Sandsteingewänden - Backhaus: Satteldach mit Biberschwänzen (Spandach), mit Betonung der Ecken durch großformatige Sandsteinquader (Eckquaderung), Giebelfelder holzverbrettert, Holztür | 09289015 |
| Weitere Bilder                          | Evangelische Pfarrkirche mit Kirchhof, ein Grabmal an der Kirchenwand und umgebende Einfriedungsmauer mit Kirchhofstor | Kleindittmannsdorfer Straße 3a (Karte)               | 1606, im Kern älter (Kirche); bezeichnet mit 1752 (Grabmal) | Saalkirche, Putzbau mit geradem Ostschluss und Rundbogenfenstern, in den Baukörper eingezogener quadratischer Westturm, Satteldach, Einfriedungsmauer aus Feldsteinen, massives Kirchhofstor, baugeschichtlich und ortsgeschichtlich von Bedeutung. Bezeichnet mit 1710(?) in Wetterfahne. Rechteckiger Saal mit schlichten, zweigeschossigen Emporen an drei Seiten, barockes Grabmal an der Kirchenwand bezeichnet mit 1699, bezeichnet mit 1752, Inschrift zum Teil angewittert. Dorfkirche mit Bruchsteinmauer (1481) um den Kirchhof, ursprünglich rechteckiger, flachgedeckter Raum mit steinernem Turm, 1606 ausgebaut, 1708–1712 grundlegend erneuert und erweitert mit Umbau des Turms zu einem Dachreiter, alte Orgel 1851 durch Orgel von Orgelbauer Schröder aus Pirna ersetzt. Saalkirche, vermutlich 15. Jahrhundert, 1606 Erneuerung, 1708–12 Erweiterung im Chorbereich, Umgestaltung des Turmes zum Dachreiter, Anbau der Lehngutkapelle und der Vorhalle an der Nordseite. Umbauten 1851, 1893, 1902 und 1994/95. Putzbau mit geradem Ostschluss und in den Baukörper eingezogenen quadratischen Westturm, der in Firsthöhe ins Achteck übergeht mit auf Kugeln ruhender Spitze, Satteldach und Rundbogenfenster. Das Innere des flachgedeckten Saales durch zweigeschossige, bis in den Altarraum reichende hölzerne Emporen geprägt. Die Emporenbrüstungen mit reicher Bemalung: Szenen aus dem AT und NT, 2. Hälfte des 17. Jahrhunderts, die zwischen den Bemalungen eingefügten Sprüchetafeln erst von 1947. An der Nordseite Herrschaftsloge mit Segmentbogengiebel, Pfeilern mit Fruchtgehängen und Kartuschen, 1712. Hölzerner Altar von 1718, 1798 zum Kanzelaltar umgebaut. Aufbau mit Säulenordnung und geschnitzten seitlichen Ornamenten. Im Giebel zwischen kleineren Säulen gemalte Darstellung des Auferstandenen, darüber eine Sonne, über die sich ein Engel mit Spruchband beugt. Sandsteintaufe in gedrungener Kelchform, wohl noch 13. Jahrhundert. Großes hölzernes Kruzifix, um 1500 (in der westlichen Vorhalle). Orgel von C. A. Schröder, 1858. Sandsteingrabmäler des 18. Jahrhunderts. An der Nordwand Reste von Fresken mit biblischen Szenen, 15. Jahrhundert. Der Kirchhof von einer Feldsteinmauer umgeben. | 09289017 |
|                                         | Ehemalige Schule | Kleindittmannsdorfer Straße 5 (Karte)                | 1819                                                        | Obergeschoss Fachwerk, bezeichnet im Türsturz mit Jahr und „Lasset die Kindlein zu mir kommen“, Krüppelwalmdach, baugeschichtlich, ortsgeschichtlich und ortsbildprägend von Bedeutung, segmentbogiges Sandsteinportal, Sandsteinfenstergewände, von Meister Kunat erbaute alte Schule [in der offiziellen Denkmalliste mit Stand September 2017 als „Pfarrhaus“ geführt] | 09289016 |
|                                         | Wohnstallhaus | Lomnitzer Straße 6 (Karte)                           | 2. Hälfte 19. Jahrhundert                                   | Obergeschoss Fachwerk, baugeschichtlich von Bedeutung, im Spitzgiebel verschiefert, Satteldach | 09289023 |
|                                         | Wohnhaus | Lomnitzer Straße 14 (Karte)                          | 1. Hälfte 19. Jahrhundert                                   | Obergeschoss Fachwerk verbrettert, baugeschichtlich von Bedeutung, im Giebel verschiefert, Satteldach | 09289022 |
|                                         | Wohnstallhaus und Einfriedungsmauer mit zwei Torpfosten                                                                | Oberer Mühlgraben 8 (Karte)                          | 1. Hälfte 19. Jahrhundert                                   | Obergeschoss Fachwerk, baugeschichtlich und ortsbildprägend von Bedeutung, rückseitig verbrettert, im Spitzgiebel verschiefert | 09289013 |
| Direkt Bild zu diesem Denkmal hochladen | Wohnstallhaus eines Bauernhofes                                                                                        | Oberer Mühlgraben 22 (Karte)                         | Bezeichnet mit 1875                                         | Putzbau mit Satteldach und Drillingsfenster im Giebel, bezeichnet in Sandsteinplatte über der Tür, baugeschichtlich von Bedeutung, im Stallteil gestört durch Fenstereinbauten, im Giebel Drillingsfenster, Drempelgeschoss mit Lüftungsrosetten, überall Sandsteingewände | 09288999 |
| Direkt Bild zu diesem Denkmal hochladen | Wohnstallhaus | Oberer Mühlgraben 36 (Karte)                         | Um 1850                                                     | Obergeschoss Fachwerk verbrettert, baugeschichtlich von Bedeutung, Giebelseiten ebenfalls verbrettert | 09288997 |
| Weitere Bilder                          | Herrenhaus des ehemaligen Lehnguts                                                                                     | Pulsnitzer Straße 3 (Reichenbacher Straße 1) (Karte) | Um 1830                                                     | Heute Wohnhaus, repräsentativer Putzbau mit flachem Mittelrisalit und Walmdach mit Dachhäuschen, baugeschichtlich und straßenbildprägend von Bedeutung | 09289024 |
| Weitere Bilder                          | Gasthof mit Saalanbau über T-förmigem Grundriss                                                                        | Pulsnitzer Straße 7 (Karte)                          | Bezeichnet mit 1864, im Kern älter                          | Gebäudekomplex bestehend aus drei aneinander gereihten Putzbauten, baugeschichtlich, ortsgeschichtlich und straßenbildprägend von Bedeutung, Hauptbau mit Mansarddach, bezeichnet im Türsturz mit 1864, Anbau mit Krüppelwalm, Saalanbau mit Satteldach | 09289020 |
| Direkt Bild zu diesem Denkmal hochladen | Östliches Wohnstallhaus und Toranlage eines Dreiseithofes                                                              | Pulsnitzer Straße 23 (Karte)                         | Um 1850                                                     | Wohnhaus schlichter Putzbau mit Satteldach, baugeschichtlich und straßenbildprägend von Bedeutung, großer rundbogiger Torbogen mit seitlich flankierendem kleinerem Rundbogen, Rundbogen schon in alter Liste, Seitengebäude massiv, Bruchstein, durchsetzt mit großen Granitquadern, verputzt | 09289009 |
| Direkt Bild zu diesem Denkmal hochladen | Bruchsteinmauern der Grundstücksbegrenzung                                                                             | Pulsnitzer Straße 33 (Karte)                         | 19. Jahrhundert                                             | Baugeschichtlich von Bedeutung | 09289011 |
| Direkt Bild zu diesem Denkmal hochladen | Wohnhaus | Pulsnitzer Straße 36 (Karte)                         | 2. Hälfte 19. Jahrhundert                                   | Putzbau mit einfacher Putzgliederung und Zwillingsfenster im Giebel, baugeschichtlich von Bedeutung, massiver Putzbau, moderner Ladeneinbau (Bäckerei), Zwillingsfenster im Giebel mit eingestelltem Pfeiler, Drempelgeschoss | 09289012 |
| Direkt Bild zu diesem Denkmal hochladen | Wohnstallhaus eines Bauernhofes und Wassertrog                                                                         | Pulsnitzer Straße 43 (Karte)                         | Bezeichnet mit 1860–1861                                    | Putzbau mit einfacher Putzgliederung sowie Drillingsfenster und liegendem Ovalfenster im Giebel, Satteldach, Wassertrog aus Sandstein, baugeschichtlich von Bedeutung, Wohnstallhaus massiv, Bruchstein, verputzt, Hechtgaupe, Drillingsfenster im Giebel mit eingestellten Pfeilern und Kämpfern und liegendes Ovalfenster im Spitzgiebel, bezeichnet in Reliefplatte über der Tür | 09289005 |
| Weitere Bilder                          | Herrenhaus des ehemaligen Lehnguts                                                                                     | Reichenbacher Straße 1 (Pulsnitzer Straße 3) (Karte) | Um 1830                                                     | Heute Wohnhaus, repräsentativer Putzbau mit flachem Mittelrisalit und Walmdach mit Dachhäuschen, baugeschichtlich und straßenbildprägend von Bedeutung | 09289024 |
| Weitere Bilder                          | Wohnstallhaus und Einfriedungsmauer eines Zweiseithofes                                                                | Sportplatzstraße 8 (Karte)                           | 2. Hälfte 19. Jahrhundert                                   | Schlichter Putzbau mit zwei Rundbogenfenstern im Giebel, Einfriedungsmauer Bruchstein, baugeschichtlich von Bedeutung, massiver Putzbau, im Giebel zwei rundbogige Fenster, profilierte Fenstergewände | 09289027 |
| Weitere Bilder                          | Wohnstallhaus | Sportplatzstraße 14 (Karte)                          | Um 1850                                                     | Obergeschoss Fachwerk verbrettert, baugeschichtlich von Bedeutung | 09289029 |

## Mittelbach
| Bild                                    | Bezeichnung                                                  | Lage                    | Datierung                 | Beschreibung | ID       |
| --------------------------------------- | ------------------------------------------------------------ | ----------------------- | ------------------------- | --- | -------- |
| Weitere Bilder                          | Brunnenhaus und straßenbegleitende Bruchsteinstützmauer      | Hauptstraße 12a (Karte) | 18. Jahrhundert           | Verputzter Bruchsteinbau am Hang, möglicherweise auch Kellerbereich vorhanden, Zugang zur Brunnenstube durch Korbbogentür, Lüftungsschlitze, Satteldach, ortsgeschichtlich und straßenbildprägend von Bedeutung, baugeschichtlich von Bedeutung                                                 | 09289032 |
| Weitere Bilder                          | Nördliches Wohnstallhaus eines Bauernhofes und Sandsteintrog | Hauptstraße 13 (Karte)  | 1. Hälfte 19. Jahrhundert | Obergeschoss Fachwerk verputzt, Satteldach, baugeschichtlich von Bedeutung, baugeschichtlich von Bedeutung, Giebel verbrettert | 09289033 |
| Weitere Bilder                          | Wohnstallhaus eines Zweiseithofes                            | Hauptstraße 15 (Karte)  | Nach 1850                 | Wohnstallhaus schlichter Putzbau mit Drillingsfenster und Oculus im Giebel, Satteldach, baugeschichtlich von Bedeutung, baugeschichtlich von Bedeutung, Sandsteingewände (Segmentbogenöffnungen), Drillingsfenster im Giebel, Scheune Streichung 2012, kein ausreichender Denkmalwert vorhanden | 09289034 |
| Direkt Bild zu diesem Denkmal hochladen | Denkmal für die Gefallenen des Ersten Weltkrieges            | Siedlungsweg (Karte)    | Nach 1918                 | Granitkreuz, ortsgeschichtlich von Bedeutung, baugeschichtlich von Bedeutung | 09289030 |

## Streichungen von der Denkmalliste

### Streichungen von der Denkmalliste (Großnaundorf)
| Bild                                    | Bezeichnung | Lage                         | Datierung              | Beschreibung | ID       |
| --------------------------------------- | --- | ---------------------------- | ---------------------- | --- | -------- |
| Direkt Bild zu diesem Denkmal hochladen | Alle Bruchsteinmauern der Gemeinde |                              |                        | |          |
| Direkt Bild zu diesem Denkmal hochladen | Scheune eines Bauernhofs, mit Bruchsteinmauer und drei Granitpfeilern der Hofeinfahrt | Oberer Mühlgraben 12 (Karte) |                        | |          |
| Direkt Bild zu diesem Denkmal hochladen | Ländliches Wohnhaus bzw. Auszugshaus eines Bauernhofs | Oberer Mühlgraben 28 (Karte) |                        | Obergeschoss mit verbrettertem Fachwerk |          |
| Direkt Bild zu diesem Denkmal hochladen | Ehemaliger Lehnhof und Alte Brauerei | Pulsnitzer Straße 5 (Karte)  | Anfang 18. Jahrhundert | Dreigeschossiges Wohnhaus in offener Bebauung, mit seitlichem gemauerten Stützbogen und Anbau im Winkel mit Stall                                                     |          |
|                                         | Wohnhaus mit Stall- und Schuppenanbau eines Häusleranwesens | Pulsnitzer Straße 8 (Karte)  |                        | [Kommentar: Fraglich, ob das Foto das ehemalige Denkmal zeigt] |          |
|                                         | Wohnhaus in offener Bebauung | Pulsnitzer Straße 9 (Karte)  |                        | |          |
|                                         | Ländliches Wohnhaus, mit Sandsteinplatte über der Tür | Pulsnitzer Straße 12 (Karte) |                        | |          |
| Direkt Bild zu diesem Denkmal hochladen | Wohnstallhaus mit Backofenanbau und Verbindungsbau, Scheune, Stall- und Schuppenanbau an weiterem, ruinösen und nicht denkmalgeschützten Wohnhaus mit Fachwerk, Quader- bzw. Bruchsteinmauer entlang der Straße und drei gemauerte Pfeiler der Hofeinfahrt eines Dreiseithofs | Pulsnitzer Straße 19 (Karte) |                        | |          |
| Direkt Bild zu diesem Denkmal hochladen | Wohnstallhaus und Seitengebäude eines Bauernhofs | Pulsnitzer Straße 29 (Karte) |                        | |          |
| Direkt Bild zu diesem Denkmal hochladen | Wohnstallhaus | Pulsnitzer Straße 38 (Karte) |                        | Abgerissen |          |
| Direkt Bild zu diesem Denkmal hochladen | Wohnstallhaus (Auszugshaus) eines Vierseithofes | Pulsnitzer Straße 39 (Karte) | Bezeichnet mit 1899    | Schlichter Putzbau mit Zwillingsfenster im Giebel und Satteldach, baugeschichtlich und sozialgeschichtlich von Bedeutung; nach 2014 von der Denkmalliste gestrichen   | 09289004 |
| Direkt Bild zu diesem Denkmal hochladen | Wohnstallhaus und angebautes Seitengebäude eines Vierseithofes, drei Granitpfosten der Hofeinfahrt und Einfriedungsmauer | Pulsnitzer Straße 41 (Karte) | Bezeichnet mit 1890    | Wohnstallhaus schlichter Putzbau mit dekorativem Drillingsfenster im Giebel und Satteldach, baugeschichtlich von Bedeutung; nach 2014 von der Denkmalliste gestrichen | 09289003 |
| Direkt Bild zu diesem Denkmal hochladen | Bornwiese, mit Trockenmauern eingefasst | Reichenbacher Straße (Karte) |                        | |          |
| Weitere Bilder                          | Bauernhaus | Sportplatzstraße 1 (Karte)   |                        | Obergeschoss mit verputztem Fachwerk |          |
| Weitere Bilder                          | Wohnstallhaus eines Dreiseithofs | Sportplatzstraße 10 (Karte)  |                        | |          |

### Streichungen von der Denkmalliste (Mittelbach)
| Bild                                    | Bezeichnung                                                                        | Lage                    | Datierung | Beschreibung | ID |
| --------------------------------------- | ---------------------------------------------------------------------------------- | ----------------------- | --------- | ------------ | -- |
| Direkt Bild zu diesem Denkmal hochladen | Wohnhaus in offener Bebauung, mit hölzernem Eingangshäuschen und Graniteinfriedung | Siedlungsweg 24 (Karte) |           |              |    |

## Tabellenlegende
- Bild: Bild des Kulturdenkmals, ggf. zusätzlich mit einem Link zu weiteren Fotos des Kulturdenkmals im Medienarchiv Wikimedia Commons. Wenn man auf das Kamerasymbol klickt, können Fotos zu Kulturdenkmalen aus dieser Liste hochgeladen werden:
- Bezeichnung: Denkmalgeschützte Objekte und ggf. Bauwerksname des Kulturdenkmals
- Lage: Straßenname und Hausnummer oder Flurstücknummer des Kulturdenkmals. Die Grundsortierung der Liste erfolgt nach dieser Adresse. Der Link (Karte) führt zu verschiedenen Kartendiensten mit der Position des Kulturdenkmals. Fehlt dieser Link, wurden die Koordinaten noch nicht eingetragen. Sind diese bekannt, können sie über ein Tool mit einer Kartenansicht einfach nachgetragen werden. In dieser Kartenansicht sind Kulturdenkmale ohne Koordinaten mit einem roten bzw. orangen Marker dargestellt und können durch Verschieben auf die richtige Position in der Karte mit Koordinaten versehen werden. Kulturdenkmale ohne Bild sind an einem blauen bzw. roten Marker erkennbar.
- Datierung: Baubeginn, Fertigstellung, Datum der Erstnennung oder grobe zeitliche Einordnung entsprechend des Eintrags in der sächsischen Denkmaldatenbank
- Beschreibung: Kurzcharakteristik des Kulturdenkmals entsprechend des Eintrags in der sächsischen Denkmaldatenbank, ggf. ergänzt durch die dort nur selten veröffentlichten Erfassungstexte oder zusätzliche Informationen
- ID: Vom Landesamt für Denkmalpflege Sachsen vergebene, das Kulturdenkmal eindeutig identifizierende Objekt-Nummer. Der Link führt zum PDF-Denkmaldokument des Landesamtes für Denkmalpflege Sachsen. Bei ehemaligen Kulturdenkmalen können die Objektnummern unbekannt sein und deshalb fehlen bzw. die Links von aus der Datenbank entfernten Objektnummern ins Leere führen. Ein ggf. vorhandenes Icon  führt zu den Angaben des Kulturdenkmals bei Wikidata.